# Escopetarra

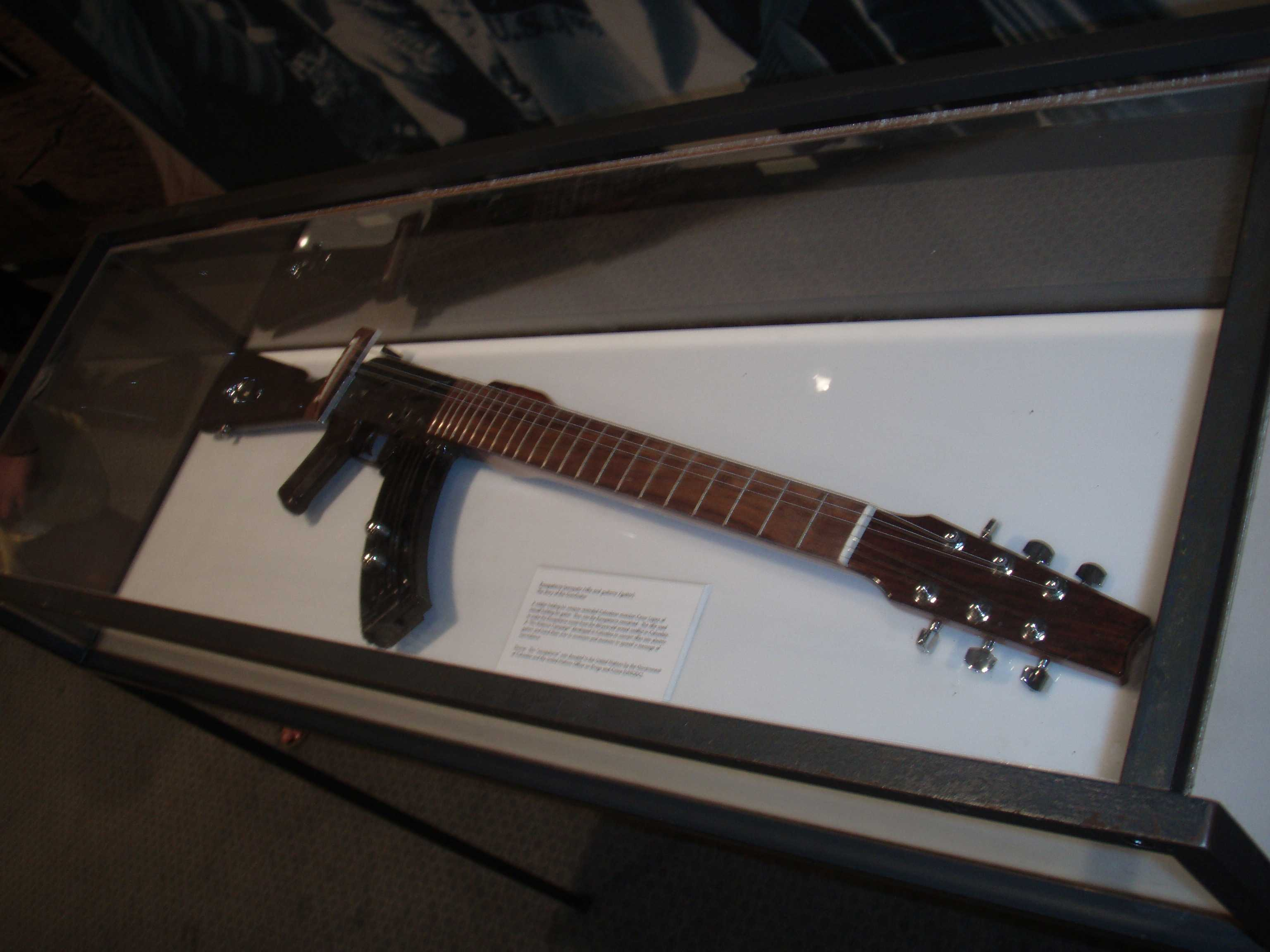
Escopetarra, ausgestellt im Hauptquartier der Vereinten Nationen.

Eine Escopetarra ist eine Gitarre, die aus einem modifizierten Gewehr hergestellt wurde und als Friedenssymbol benutzt wird. Der Name ist ein Portmanteau aus den spanischen Wörtern escopeta (Gewehr) und guitarra (Gitarre).
Die Escopetarras wurden im Jahre 2003 von dem kolumbianischen Friedensaktivisten César López bei einem Treffen nach dem Bombenanschlag auf den El Nogal Club in Bogotá erfunden, als er einen Soldaten bemerkte, der sein Gewehr wie eine Gitarre hielt. Die erste Escopetarra aus dem Jahre 2003 besteht aus einem Winchester-Gewehr und einer Elektrogitarre der Marke Stratocaster.
López stellte ursprünglich fünf Escopetarras her; vier davon gab er an den kolumbianischen Musiker Juanes, den argentinischen Musiker Fito Páez, das Entwicklungsprogramm der Vereinten Nationen und die Stadtregierung von Bogotá, während er eine für sich selbst behielt. Juanes verkaufte seine Escopetarra später für 17.000 US$ bei einem Fundraiser in Beverly Hills zugunsten der Opfer von Landminen, während das Exemplar der UN im Juni 2006 bei der UN-Konferenz für Entwaffnung ausgestellt wurde.
Im Jahre 2006 beschaffte López weitere zwölf AK-47-Sturmgewehre vom Büro des kolumbianischen Friedensbeauftragten. Diese sollen – in Gitarren umgewandelt – an berühmte Musiker wie Shakira, Carlos Santana und Paul McCartney sowie an politische Größen wie den Dalai Lama gehen. Ein Mitarbeiter des Dalai Lama hat López’ Angebot jedoch mit der Begründung abgelehnt, dass eine Waffe als Geschenk unangemessen sei. López hat angekündigt, er wolle versuchen, seine Ziele genauer zu erklären.
Seit 2010 ist ein Exemplar in der Werkstatt der Kulturen in Berlin-Neukölln ausgestellt.